# Namcheon-myeon
Namcheon-myeon (koreanska: 남천면) är en socken i Sydkorea. Den ligger i kommunen Gyeongsan i provinsen Norra Gyeongsang, i den sydöstra delen av landet, 255 km sydost om huvudstaden Seoul.